# Odara
Odara (справжнє ім'я — Дар'я Ковтун; нар. 15 березня 1991) — українська співачка. Фіналістка шоу «Х-фактор». Дружина Євгена Хмари.

## Життєпис
Дар'я Ковтун народилася 15 березня 1991 року.
Закінчила Київський національний економічний університет.

## Творчість

### Сингли
- «Жива Вода»[3]

### Альбоми
- «Odara» (2021)[4]